# Дроздов, Василий Андреевич
Василий Андреевич Дроздов (3 мая 1975, Гомель) — белорусский футболист, крайний защитник, тренер и спортивный функционер.

## Биография
Начал выступать на взрослом уровне в 1993 году в составе «Гомеля» (команда тогда называлась «Гомсельмаш»). В 1995 году со своим клубом вылетел из высшей лиги Беларуси в первую, где провёл три сезона. Победитель первой лиги 1997 года. В 1999 году стал бронзовым призёром чемпионата страны, в 2002 году — обладателем Кубка Беларуси. Покинул команду перед чемпионским сезоном 2003 года. Всего за «Гомель» сыграл 222 матча в чемпионатах Беларуси и забил 2 гола, из них в высшей лиге — 159 матчей. Провёл один матч в Кубке УЕФА, также участвовал в играх Кубка Интертото.
В 2003 году перешёл в гомельский «ЗЛиН», игравший в первой лиге. В 2004 году выступал за аутсайдера чемпионата Казахстана «Акжайык» (Уральск), сыграл 24 матча в высшей лиге. После возвращения на родину провёл ещё один сезон за «ЗЛиН», а в 2006 году играл за объединённую команду «Мозырь-ЗЛиН», основу которой составила находившаяся в финансовом кризисе мозырская «Славия». По окончании сезона 2006 года завершил игровую карьеру.
После окончания игровой карьеры несколько лет работал в структуре ФК «Гомель» — тренером, администратором, начальником команды. Затем работал на руководящих должностях в государственных спортивных структурах Гомельского района и области. В марте 2020 года назначен директором ФК «Гомель».

## Достижения
- Обладатель Кубка Беларуси: 2001/02
- Бронзовый призёр чемпионата Беларуси: 1999
- Победитель первой лиги Беларуси: 1997